# Peugeot 402

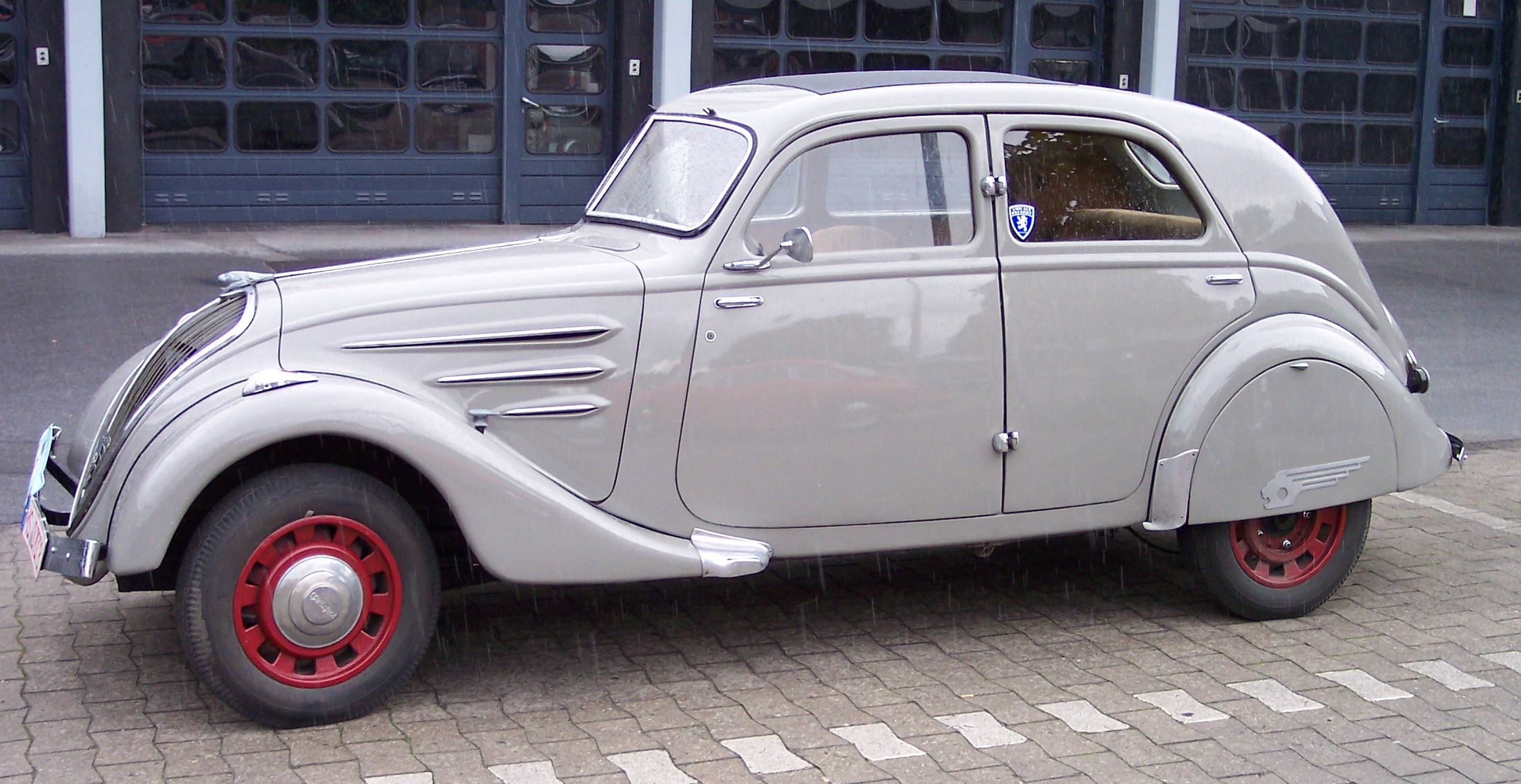
Perfil aerodinámico ("Streamline") del Peugeot 402

El Peugeot 402 es un automóvil de la marca francesa Peugeot, producido entre 1935 y 1942, periodo marcado por la Segunda Guerra Mundial y las restricciones presupuestarias que se derivaron de ella.
Es en este periodo cuando nacen nuevas corrientes de diseño automovilístico, sobre todo estadounidenses, a imagen y semejanza del Chrysler Airflow de 1934, que aplicaba las ideas del "Streamline Moderne". Los constructores europeos estaban por entonces deseosos de seguir el ejemplo de los americanos, pero solo el Peugeot 402 aplicará decididamente en su diseño las curvas más fluidas del Streamline. Este modelo reemplazó simultáneamente al Peugeot 401 y al Peugeot 601.

## Historia

### Streamlinede Peugeot
En periodo de guerra y de crisis económica, la producción automovilística francesa padeció una ralentización muy fuerte, y las ventas pasaron de 230.000 a 179.000 unidades anuales vendidas entre 1930 y 1935. Los fabricantes europeos empezaron por entonces a aplicar una serie de ideas sobre la aerodinámica de los automóviles, con el fin de reducir el consumo de los vehículos. Durante el Salón de París de 1933, la mayoría de los constructores presentaron automóviles con formas muy redondeadas y con parabrisas inclinados. El Peugeot 402 es el modelo europeo más emblemático de estas nuevas tendencias automovilísticas. Muy inspirado por las más recientes realizaciones estadounidenses, su silueta era de una gran modernidad.
Su primera aparición tuvo lugar en el Salón de París de 1935, apenas un año después de la aparición del Chrysler Airflow. El diseño es prácticamente el mismo para la mayoría de los vehículos de esta época: un perfil redondeado, aletas curvilíneas, una carrocería muy larga con seis ventanas y un parabrisas corta-viento en dos partes. Sin embargo, la peculiaridad más identificable del 402 son sus faros integrados en la calandra, una novedad en el mundo del automóvil que Peugeot aplicará nuevamente en futuros modelos. Este aspecto afilado de los modelos de Peugeot fue designado con el término «Fuseau Sochaux ».

### Concepción - Técnica

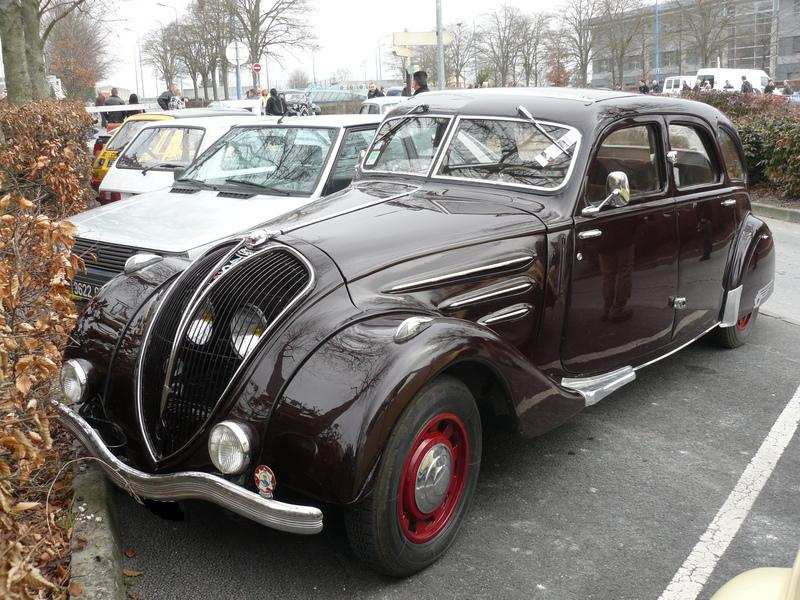
Peugeot 402 B berline con 6 ventanas laterales

La concepción del nuevo coche, el 402, respondió a dos necesidades. La primera es reemplazar los modelos antiguos, los Peugeot 401 y los 601. La segunda es enfrentarse a una competencia creciente. Efectivamente, Citroën acababa de producir los primeros modelos Traction Avant y Renault estaba sólidamente establecido sobre el mercado automovilístico con sus modelos Vivaquatre y Primaquatre. El supervisor de la concepción del Peugeot 402 fue el jefe del área de Estudios Carroceros, Henri Thomas.
Los ingenieros de Peugeot pusieron a punto un automóvil clásico a efectos técnicos. El bastidor era del tipo «Bloctube», muy rígido, que ya había sido probado en modelos precedentes. Se instalaron cuatro frenos de tambor accionados por cables, amortiguadores de doble efecto y una dirección carenada. Las suspensiones utilizaban un sistema de resortes con láminas transversales para poder emplear ruedas con suspensión independiente. La caja de cambios ofrecía tres marchas, con la segunda y la tercera sincronizadas. El motor era un cuatro cilindros con árbol de levas lateral, de 1991 cm³ y 55 Hp.

### Segunda Guerra Mundial
El 402 conoció un gran éxito debido a su estética seductora, a sus buenas prestaciones y a un silencio de funcionamiento superior a la media de la época. Después de cinco años, la producción del 402 se detuvo en 1940 debido a la Segunda Guerra Mundial. Como para la mayoría de los constructores en Europa, las fábricas estaban destrozadas por la guerra, totalmente devastadas; y todas las máquinas-herramienta necesarias para la construcción del 402 debieron ser reconstruidas. Dado que hará falta esperar hasta 1949 para que la producción y las ventas de Peugeot se encuentren a un nivel respetable, el Peugeot 402 no sobrevivió a este período y finalizó su carrera en 1942. Sin embargo, una nueva versión del 402 había sido diseñada ya a partir de 1936 para salir al mercado en 1940, conocida bajo el nombre de 402 Andreau. Fue un ingeniero de la Escuela Especial Militar de Saint-Cyr, Jean Andreau, quien diseñó un prototipo de esta versión, destacable por un Cx muy contenido para la época - 0,34 contra 0,68 de la berlina- que se distinguía estéticamente por sus flancos más redondeados, por sus puertas sin montantes y por un parabrisas panorámico. Inicialmente previsto con un motor V8 de 18 CV, el prototipo realizado en 1936 fue equipado finalmente con el motor de cuatro cilindros del modelo base. Sin embargo, esta versión no fue prácticamente comercializada.

## Versiones

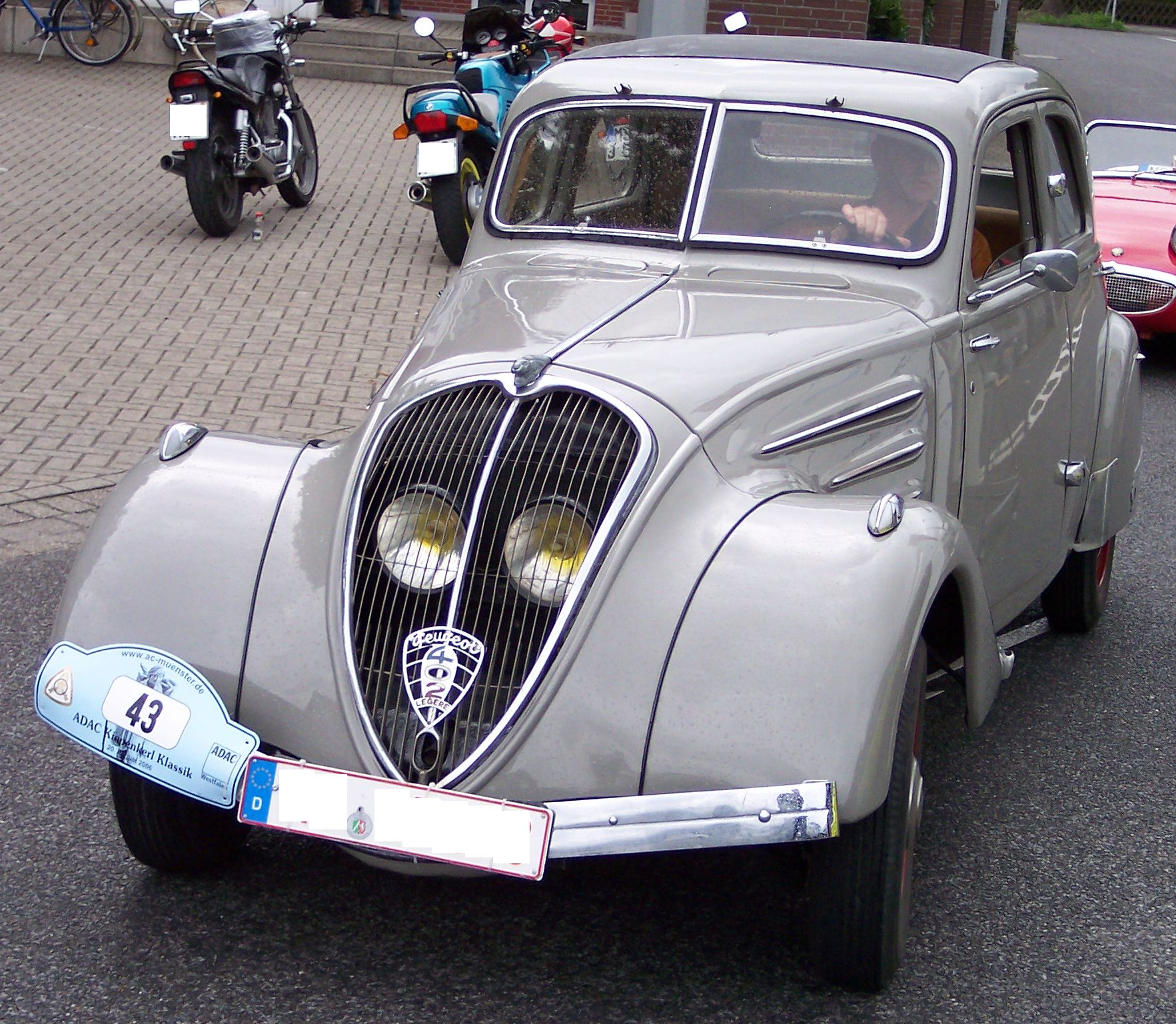
Peugeot 402 Ligero

Desde su comercialización en 1935, el 402 estuvo disponible en dos longitudes de bastidores y ocho configuraciones de carrocería: una berlina con seis ventanas, un familiar, un sedán de dos puertas, un cabriolet, un roadster, una versión denominada "Éclipse", una comercial y un taxi. Una versión acortada, primero vendida bajo el nombre de 302, sería rebautizada como 402 Ligero en 1938, antes de convertirse en el 402 B Ligero, combinando la carrocería del 202 con el motor del 402 en 1939.

### 402 B - 1939
En octubre de 1938, el 402 se renombró como 402 B. Su mecánica pasaría en adelante a la categoría de los 12 CV fiscales (con 63 Hp) para una cilindrada de 2142 cm³ y una velocidad máxima de 125 km/h. Estéticamente, su calandra era más prominente, y el volumen del baúl posterior fue aumentado. La rueda de repuesto se alojaría a partir de entonces dentro del maletero. En 1939, un 402 B Ligero más eficiente vino a reforzar la gama, combinando la caja menos pesada y más corta del Peugeot 202 con el motor de 2142 cm³ del 402, gracia al cual podía alcanzar los 135 km/h. En mayo de 1940 la ocupación alemana interrumpió definitivamente la fabricación de los Peugeot 402 B.
Por otra parte, con el fin de reemplazar la gasolina, racionada desde noviembre de 1940, el Peugeot 402 se dotó con soluciones alternativas. El sistema del gasógeno es una de ellas: esta técnica no es nueva, y ya había sido empleada en los años 1930. Su principio consiste en añadir al vehículo una instalación que permite la combustión de madera, proporcionando así un gas pobre. Una vez filtrado, este último penetra en un mezclador equipado de una toma de aire instalada por encima del carburador. Es necesario encender el hogar y esperar una combustión adecuada con el fin de obtener un flujo de gas regular. Un 402 B equipado con gasógeno «policombustible» patente Gohin-Poulenc alcanzaba a duras penas los 75 km/h, consumiendo de 20 a 30 kg de carbón vegetal por hora, lo que redundaba en una reducida autonomía.

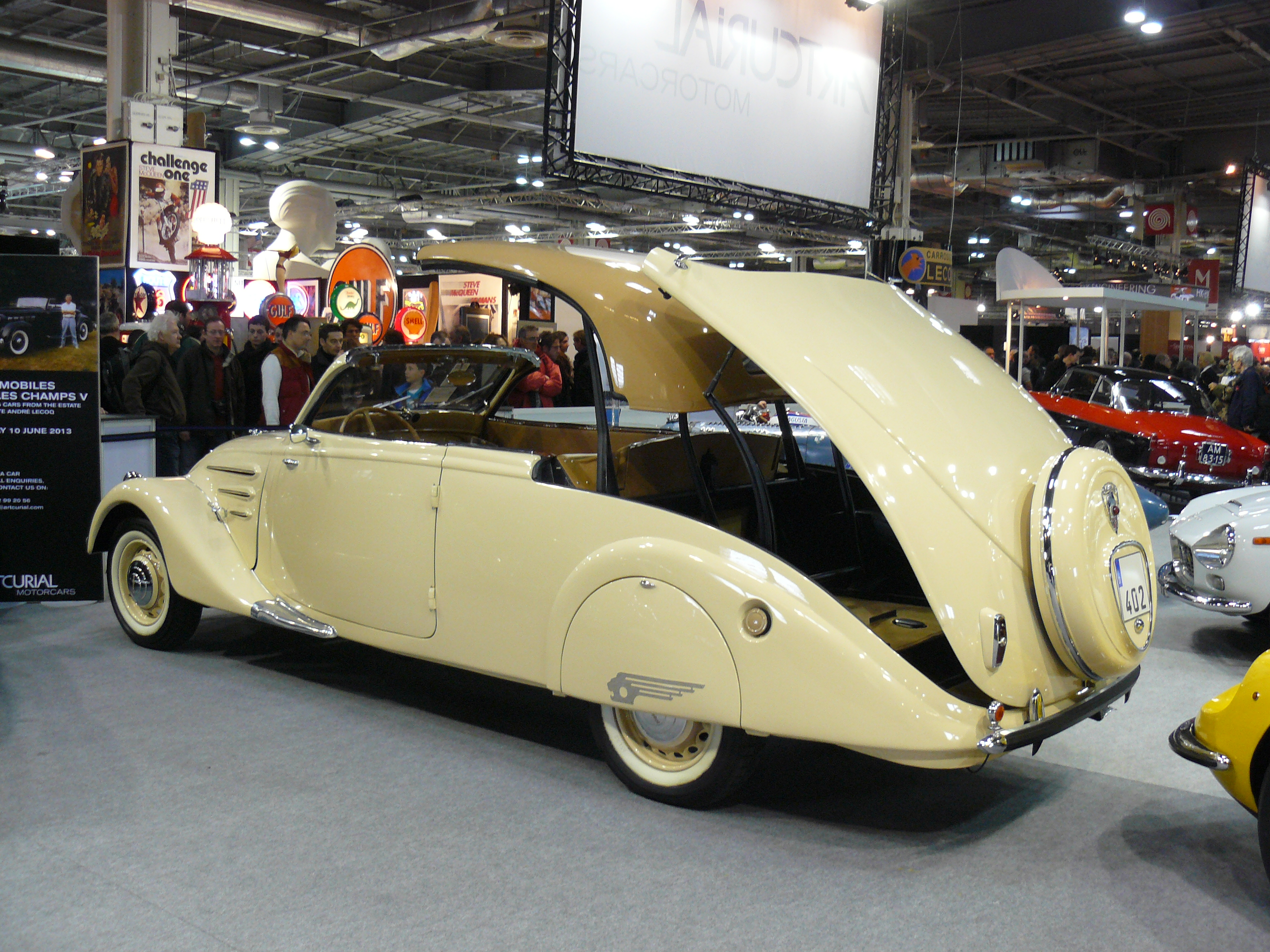
Peugeot 402 Éclipse de 1936 y su techo rígido escamoteable

### 402 Éclipse - 1936
Peugeot es el primer constructor en poner en producción el principio del techo de chapa de acero escamoteable en el maletero posterior de un automóvil. Patentada en 1933, esta invención es obra de Georges Paulin, un cirujano dentista y apasionado diseñador aficionado. Émile Darl'mat era el propietario de una importante concesión de Peugeot en París, y era sabedor de que existía una clientela dispuesta a pagar más caro por disfrutar de un modelo exclusivo. Se procuró una serie de bastidores desnudos de Peugeot, y encargó al carrocero Marcel Pourtout construir el coche diseñado por el estilista G. Paulin. En 1936, el 402 Éclipse fue equipado con un techo escamoteable accionado eléctricamente, sistema que fue abandonado al año siguiente en beneficio de un sistema manual, juzgado más fiable y menos consumidor de energía. También se sustituirá el bastidor normal de 3,15 m de batalla por el de la serie familiar de 3,30 m, que permitía transportar a seis personas. Se adoptó un parabrisas plano, de una sola pieza sin división central y la rueda de repuesto, hasta entonces exterior, se integró a partir de entonces en el cofre posterior. Durante el verano de 1938, el 402 recibió las ruedas Michelin Pilote con llantas de radios planos. Entre septiembre de 1935 y septiembre de 1940, serían producidas unas 580 unidades del Peugeot 402 Éclipse.

### 402 Darl'mat

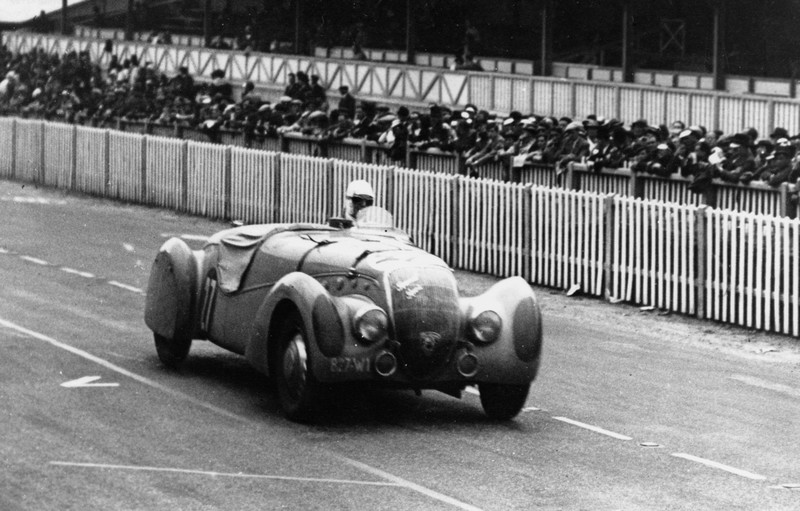
Un 402 Darl'mat Le Mans

También se produjo un modelo cupé carrozado por Darl'mat. Fue presentado el 16 de diciembre de 1938 en los "Grandes Garajes de Champaña" de Reims. Tres Darl'mat fueron inscritos en las 24 Horas de Le Mans de 1937 y terminaron 7.º, 8.º y 10.º La identidad del primer propietario es desconocida, pero en cambio se sabe que fue adquirido en 1945 por un militar estadounidense. Este último se llevó el coche a los Estados Unidos y lo conservó una veintena de años. Posteriormente se lo cedió a un aficionado, que después de haberlo hecho rodar, lo guardó en una granja cerca de Seattle. Las circunstancias en las que el coche fue encontrado no dejan de ser curiosas: una joven mujer que trabajaba en la Peugeot en Nueva York, y que había viajado a París en el marco de su trabajo, se convirtió en pasante de Philippe Boulay, colaborador de Darl’mat desde hacía más de cuarenta años. De vuelta en los Estados Unidos, esta mujer llamó a Philippe Boulay algunos años más tarde para comunicarle la presencia de un Darl’mat en una granja.
Inicialmente un poco escéptico, debido a su larga experiencia con este género de afirmaciones raramente confirmadas, Philippe Boulay se convenció ante las pruebas proporcionadas: la presencia de motivos decorativos como los aros sobre los lados del capó y la placa posterior en forma de corazón. Repatriado a Francia, el cabriolet llegó a El Havre en 1989. El coche se había deteriorado mucho, pero estaba completo. Fue expuesto en el Rétromobile al año siguiente, antes de ser sometido a una restauración completa. Esta unidad monta un motor de cuatro cilindros en línea con válvulas en cabeza de 55 Hp, que pasaría a más de 60 Hp con el modelo 402 B. Una caja de velocidades automática con convertidor hidráulico equipaba al 402.
No obstante, su coste muy elevado no permitió su realización en serie. De los 32 cabriolets Darl’mat construidos, quedan pocos ejemplares hoy en día (una media docena aproximadamente). En total, se fabricaron unos 105 Darl’mat, incluyendo 20 cupés y 53 roadsters. No obstante, este 402 deportivo sirvió de argumento a Peugeot con ocasión de los Salones del Automóvil (en el Grand Palais), para demostrar la calidad de las producciones de Sochaux.

### 402 utilitarios
Los utilitarios 402 se denominaron SK3 (cabina 402, motor 302), SK4 (cabina 402, motor 402), MK4 (cabina 402, motor 402), MK5 (cabina 402 B, motor 402 B) y DK5 (cabina 402 B, motor 402 B, ruedas posteriores gemelas). Esta última versión fue producida hasta 1941 y utilizada en el frente del Este por la Wehrmacht durante la Segunda Guerra Mundial.

### Berliet Dauphine 1939
El Berliet Dauphine de 1939 retomó la carrocería del Peugeot 402 B, con un aire inspirado en las producciones estadounidenses de la época. Su producción también será detenida por la guerra, convirtiéndose en el último automóvil de la marca, que en adelante se consagraría a los vehículos pesados.

## Galería

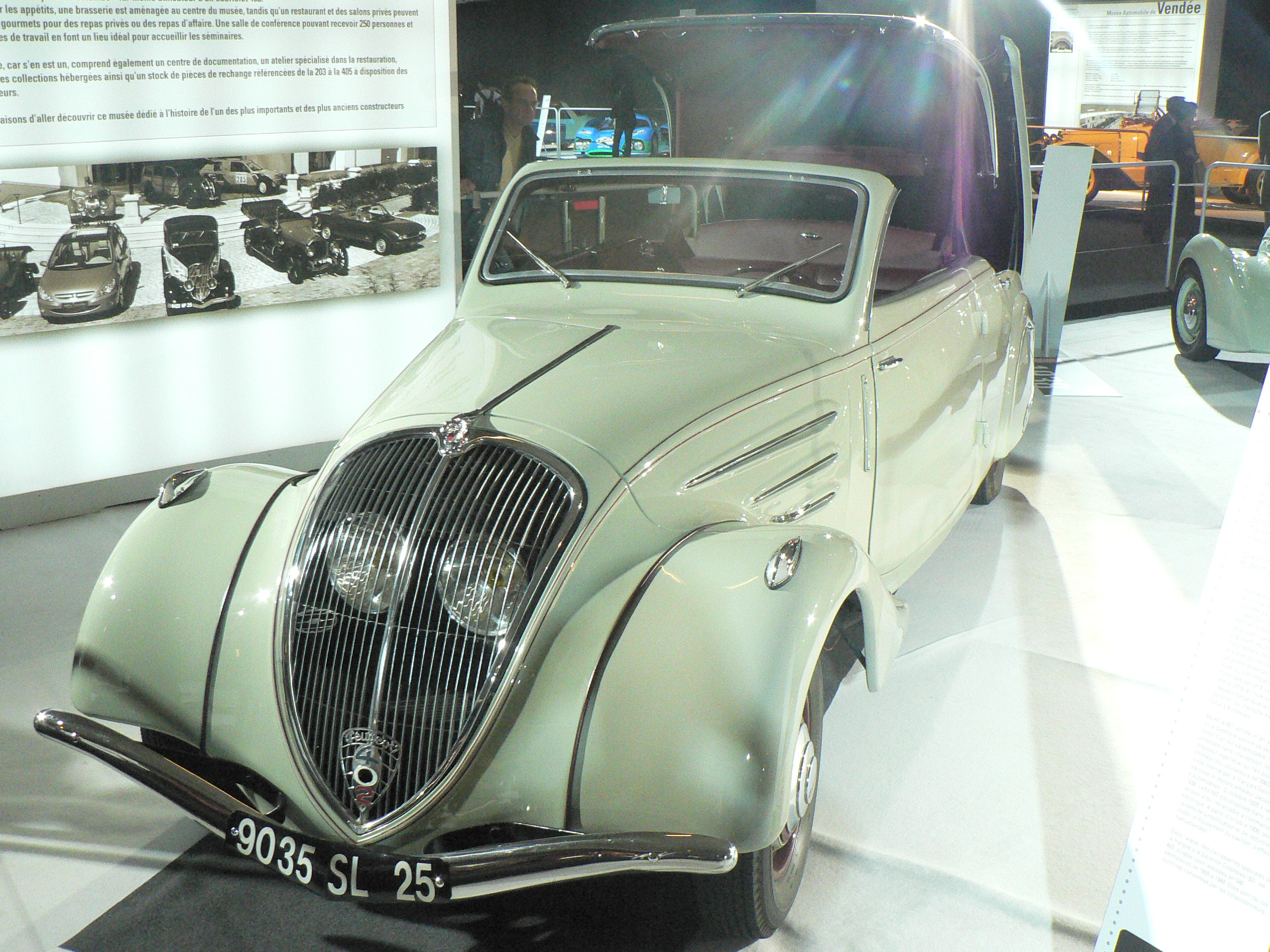
Peugeot 402 Éclipse
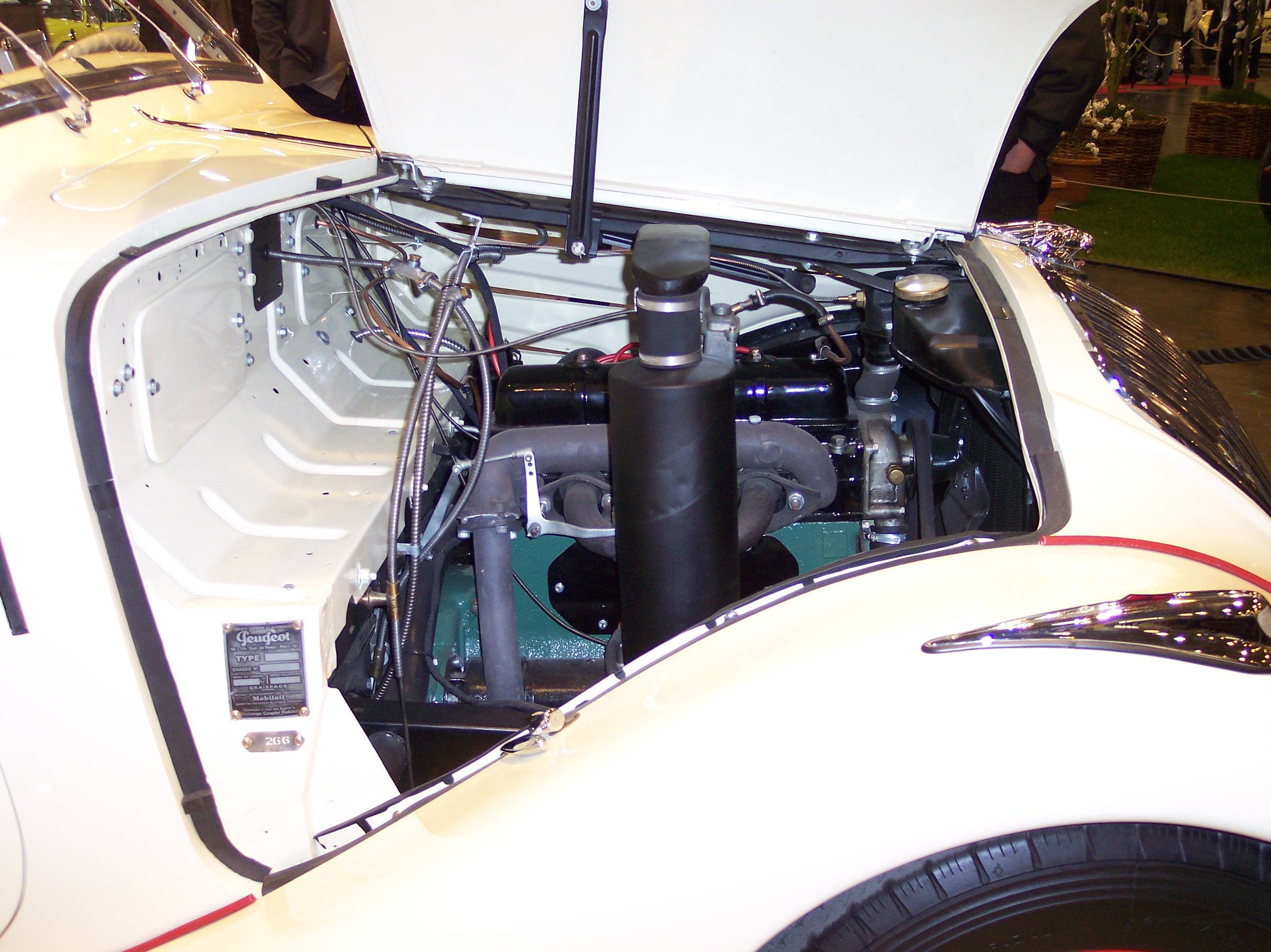
Motor de un Peugeot 402 Éclipse
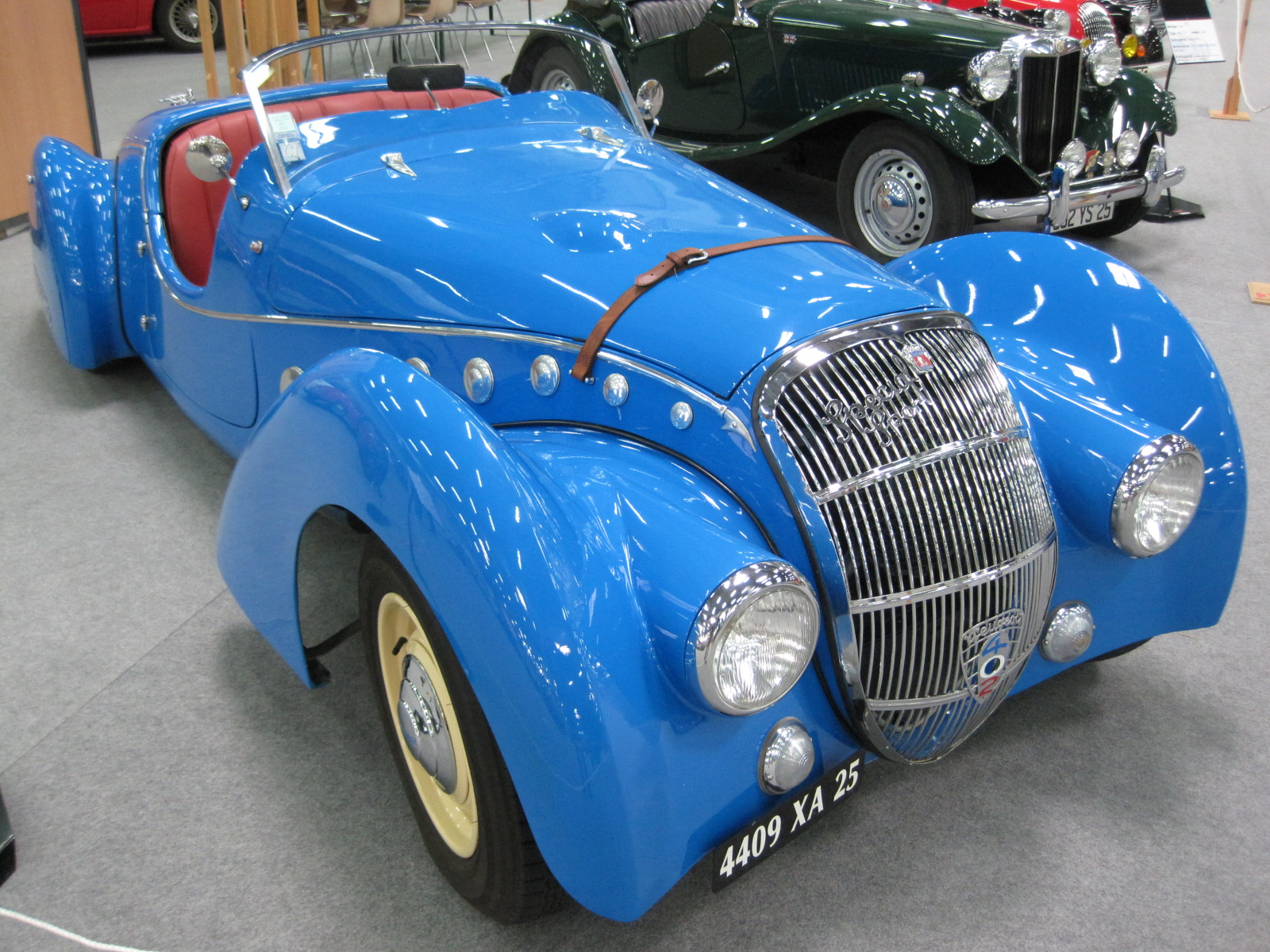
Un 402 Darl'mat de 1937
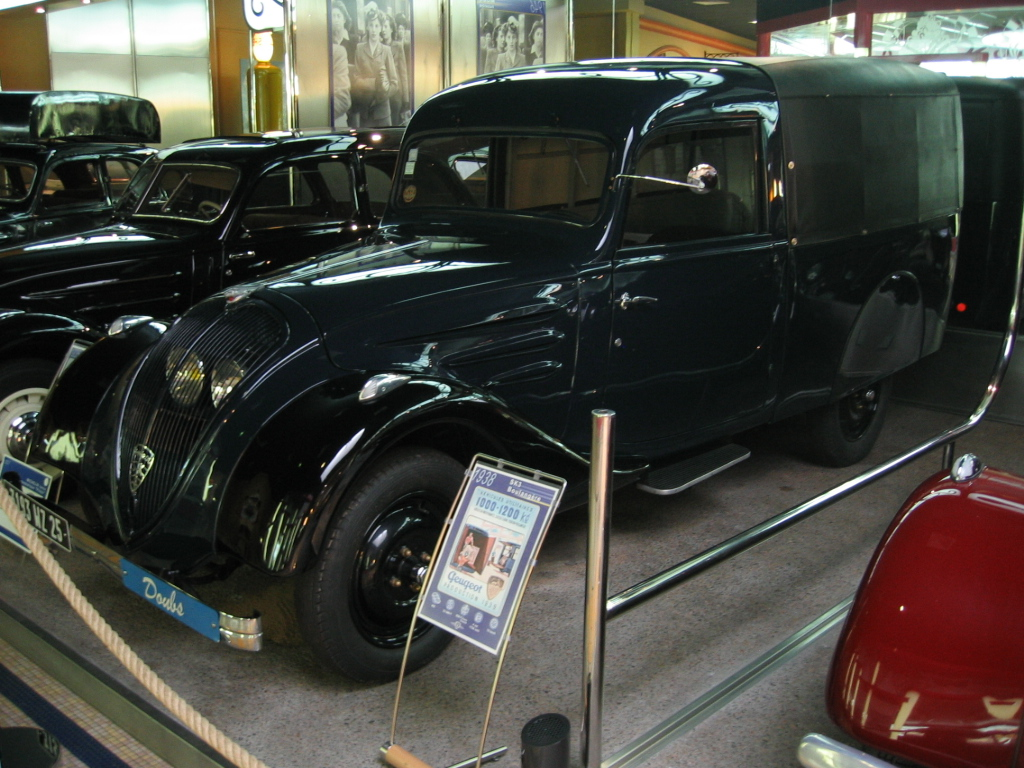
Peugeot SK3 (utilitario ligero)
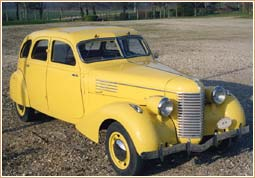
Berliet Dauphine 1939
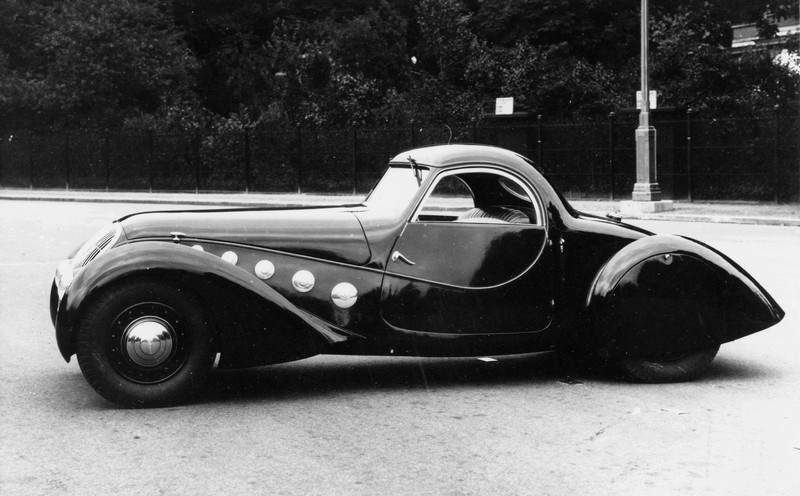
Darl'Mat Special Sport